# استعلامات الوسائط
استعلامات الوسائط هي إحدى ميزات أوراق الأنماط المتتالية 3 التي تسمح بعرض المحتوى للتكيف مع الظروف المختلفة مثل دقة الشاشة (مثل حجم شاشة الهاتف المحمول وسطح المكتب). أصبح معيارًا موصى به من W3C في يونيو 2012 ، [1] وهو تقنية حجر الأساس لتصميم الويب سريع الاستجابة (RWD).

## ميزات استعلامات الوسائط
يحتوي الجدول التالي على ميزات الوسائط المدرجة في أحدث توصية W3C للاستفسارات الإعلامية، بتاريخ 6 يونيو 2007.
| الميزة              | القيمة                               | الحد الأدنى - الحد الأقصى | الوصف                                                 |
| ------------------- | ------------------------------------ | ------------------------- | ----------------------------------------------------- |
| color               | integer                              | نعم                       | Number of bits per color component                    |
| color-index         | integer                              | نعم                       | Number of entries in the color lookup table           |
| device-aspect-ratio | integer/integer                      | نعم                       | Aspect ratio                                          |
| device-height       | length                               | نعم                       | Height of the output device                           |
| device-width        | length                               | نعم                       | Width of the output device                            |
| grid                | integer                              | لا                        | True for a grid-based device                          |
| height              | length                               | نعم                       | Height of the rendering surface                       |
| monochrome          | integer                              | نعم                       | Number of bits per pixel in a monochrome frame buffer |
| orientation         | "portrait" or "landscape"            | لا                        | Orientation of the screen                             |
| resolution          | resolution ("dpi", "dpcm" or "dppx") | نعم                       | Resolution                                            |
| scan                | "progressive" or "interlaced"        | لا                        | Scanning process of "tv" media types                  |
| width               | length                               | نعم                       | Width of the rendering surface                        |